# بحبح فكري الحباظي
بحبح فكري الحباظي (مواليد 15 ديسمبر 1965 في دندرة، قنا، مصر) هو كاتب وباحث ومؤرخ مصري. تخرج من جامعة أسيوط عام 1989 متخصًصا في التاريخ والدراسات الإفريقية. اشتهر بمؤلفاته عن أعلام وشخصيات وتاريخ صعيد مصر، فمن مؤلفاته «نساء من صعيد مصر» وفيه تناول سيرة أكثر من مئة شخصية نسائية بارزة من صعيد مصر، و«أعلام قنا في القرن العشرين»، و«أعلام سوهاج.. رجال من صعيد مصر»، وغيرها.

## مؤلفاته
- أعلام قنا في القرن العشرين، 2009[3]
- تاريخ نواب قنا منذ عصر إسماعيل وحتى الوقت الحاضر، 2010
- شهداء قنا بطولات وتضحيات، 2011[4]
- نساء من صعيد مصر، 2011
- أسوان حضارة وجمال، 2011
- أعلام سوهاج.. رجال من صعيد مصر
- التحطيب وأعلامه بقنا
- أبطال وشهداء مدينة قنا في حرب أكتوبر 1973
- حكام عرب ماتوا زهوراً....قبل الأربعين
- يوميات مقاتل قنائي في حرب أكتوبر